# Vrouwen van Bethanië
De Vrouwen van Bethanië zijn een religieuze congregatie binnen de Rooms-Katholieke Kerk.
De jezuïet en taalkundige Jac. van Ginneken (1877-1945) richtte in 1919 te Bloemendaal een lekenbeweging van religieus bewogen vrouwen op, de Vrouwen van Bethanië. In 1932 is deze organisatie een religieuze congregatie geworden. De doelen van de Vrouwen van Bethanië laten zich omschrijven als evangelische beleving en verkondiging, onder andere in katechese, werk voor de oecumene, spirituele begeleiding en pastoraal werk. In verschillende grote steden van Nederland zijn er hiervoor centra opgericht. De vestiging te Rome, "Foyer Unitas", werd tijdens het Tweede Vaticaans Concilie bekend als een belangrijk oecumenisch ontmoetingspunt. De Vrouwen van Bethanië zijn verder actief in Oostenrijk, Spanje en de Verenigde Staten. De congregatie telt in 2009 35 leden.
De beweging van de Vrouwen van Bethanië is verwant met de eveneens door Van Ginneken gestichte lekenbewegingen van de Vrouwen van Nazareth en de Kruisvaarders van Sint-Jan. Een vergelijkbare beweging in België die ongeveer gelijktijdig maar volledig afzonderlijk werd opgericht, is die van de Medewerksters van het Apostolaat.
Met andere vrouwelijke religieuzen werken de Vrouwen van Bethanië samen binnen de Konferentie Nederlandse Religieuzen. Het bestuursarchief van de Vrouwen van Bethanië bevindt zich in het 
Erfgoedcentrum Nederlands Kloosterleven te Sint-Agatha in de gemeente Land van Cuijk.
De benaming Bethanië verwijst naar twee Bijbelse verhalen. De evangelist Lucas toont in zijn evangelie de geschiedenis van Maria aan de voeten van Jezus, terwijl haar zus Marta aan het bedienen was (Lucas 10). In Johannes 11 en 12 staat het verhaal hoe Jezus het dorp Bethanië bezocht waar Maria en Marta woonden. Hij wekte hun broer Lazarus op uit de dood. Maria en Marta staan in de spiritualiteit symbool voor enerzijds contemplatie en anderzijds actie.